# Chiến dịch đốt lò
Chiến dịch đốt lò là biệt danh và cụm từ không chính thống được dư luận sử dụng rộng rãi để chỉ chiến dịch chống tham nhũng quy mô lớn do nhà lãnh đạo Đảng Cộng sản Việt Nam Nguyễn Phú Trọng khởi xướng từ năm 2013 trên cương vị Tổng Bí thư Đảng Cộng sản Việt Nam và Trưởng Ban Chỉ đạo Trung ương về phòng, chống tham nhũng, tiêu cực Đảng Cộng sản Việt Nam. Chiến dịch ‘đốt lò’ này được các nhà quan sát cho là một nỗ lực của Đảng trong việc giành lại quyền lực và uy thế cũng như củng cố lòng tin của người dân vào chính quyền và sự lãnh đạo của đảng. Chiến dịch đốt lò của ông vẫn được ông Tô Lâm, người kế nhiệm ông, tiếp tục sau khi ông Trọng qua đời vào tháng 7 năm 2024.

## Bối cảnh
Từ khi Nguyễn Phú Trọng đắc cử Tổng bí thư Đảng Cộng sản tại Đại hội đại biểu toàn quốc lần XI năm 2011, ông đã nhiều lần thể hiện quyết tâm chống tham nhũng. Đáng chú ý, trong buổi tiếp xúc cử tri Hà Nội ngày 6 tháng 10 năm 2014, ông khẳng định chủ trương nhất quán của Đảng, Nhà nước là kiên quyết chống tham nhũng, lãng phí, tiêu cực, hư hỏng trong nội bộ, tuy nhiên xử lý trước mắt phải nghĩ lâu dài, giữ cho được ổn định để đất nước phát triển. "Phải bình tĩnh tỉnh táo, rất khôn ngoan, có con mắt chiến lược. Bác Hồ dạy rồi, cha ông ta dạy rồi, đánh con chuột đừng để vỡ bình, làm sao diệt được chuột mà bảo vệ được bình hoa. Tức là phải giữ cho được cái ổn định".
Đặc biệt khi ông Nguyễn Phú Trọng tái đắc cử chức Tổng Bí thư tại Đại hội đại biểu toàn quốc lần XII của Đảng năm 2016, ông Trọng đã đưa ra một chiến dịch chống tham nhũng rộng khắp, hiện thực hóa quyết tâm thành những hành động cụ thể. Trong các phát biểu của mình, Nguyễn Phú Trọng thường dùng hình tượng "củi và lò" để thể hiện công cuộc chống tham nhũng. Lần đầu tiên Nguyễn Phú Trọng nhắc đến khái niệm "đốt lò" là ngày 31 tháng 7 năm 2017, tại Hà Nội, khi chủ trì phiên họp thứ 12 của Ban chỉ đạo Trung ương về phòng chống tham nhũng. "Cái lò đã nóng lên rồi thì củi tươi vào đây cũng phải cháy. Củi khô, củi vừa vừa cháy trước, rồi cả lò nóng lên, tất cả các cơ quan vào cuộc, có ai đứng ngoài đâu. Và không thể đứng ngoài được. Cá nhân nào muốn không làm cũng không thể được, thế mới là thành công." Ngày 26 tháng 7 năm 2019, Nguyễn Phú Trọng chủ trì phiên họp thứ 16 của Ban Chỉ đạo Trung ương về phòng, chống tham nhũng phát biểu: "Việc này phải thành nếp, không làm không được. Lò cháy rồi không ai đứng ngoài cuộc được. Anh đi ngược là lộ ra ngay anh thế nào."
Tư tưởng chỉ đạo chống tham nhũng của Nguyễn Phú Trọng được hệ thống hóa trong cuốn "Quyết tâm ngăn chặn và đẩy lùi tham nhũng" được Nhà xuất bản Chính trị quốc gia Sự thật xuất bản, tập hợp 31 bài phát biểu, bài viết, trả lời phỏng vấn của Tổng Bí thư, Chủ tịch nước kiêm Trưởng Ban Chỉ đạo Trung ương về phòng, chống tham nhũng Nguyễn Phú Trọng từ sau Đại hội đại biểu toàn quốc lần thứ XI của Đảng, nhất là từ Đại hội lần thứ XII trở đi.
Tháng 1 năm 2023, Cuốn sách “Kiên quyết, kiên trì đấu tranh phòng, chống tham nhũng, tiêu cực, góp phần xây dựng Đảng và Nhà nước ta ngày càng trong sạch, vững mạnh” của Nguyễn Phú Trọng được tiếp tục ra mắt, cuốn sách được Nguyễn Thái Học, Phó trưởng Ban Nội chính Trung ương giới thiệu trong buổi lễ ra mắt là "hệ thống hóa sự chỉ đạo của Tổng Bí thư Nguyễn Phú Trọng trên cương vị người đứng đầu Đảng ta và trên cương vị Trưởng ban Chỉ đạo Trung ương về phòng, chống tham nhũng, tiêu cực, thể hiện tư tưởng xuyên suốt, nhất quán của Đảng ta về công tác phòng, chống tham nhũng, tiêu cực, xây dựng, chỉnh đốn Đảng, rèn luyện đạo đức, lối sống của cán bộ, đảng viên, để cán bộ, đảng viên, nhân dân hiểu rõ, quán triệt sâu rộng và thực hiện có hiệu quả công tác này."

## Kết quả
Tại phiên họp thứ 15 ngày của Ban Chỉ đạo Trung ương về phòng chống tham nhũng 21 tháng 1 năm 2019 tổng kết trong năm 2018 cấp ủy, Ủy ban kiểm tra các cấp thi hành kỷ luật hơn 650 đảng viên bị kỷ luật do tham nhũng, cố ý làm trái. Ban Chấp hành Trung ương, Bộ Chính trị, Ban Bí thư, Ủy ban kiểm tra Trung ương đã thi hành kỷ luật 38 cán bộ, đảng viên diện Trung ương quản lý. Cơ quan thanh tra, kiểm toán kiến nghị thu hồi, xử lý tài chính gần 108.000 tỷ đồng, hơn 1.000 ha đất; kiến nghị xử lý trách nhiệm đối với 2080 tập thể và nhiều cá nhân; chuyển cơ quan điều tra xử lý 101 vụ, 151 đối tượng. Tính từ đầu nhiệm kỳ đến đầu năm 2019, các vụ án thuộc diện Ban chỉ đạo theo dõi, chỉ đạo đã đưa ra xét xử sơ thẩm 36 vụ/498 bị cáo. Riêng năm 2018, đã kết thúc điều tra 23 vụ/222 bị can (tăng 43,75% số vụ so với năm 2017); đã truy tố 20 vụ/251 bị can (tăng 66,7% số vụ so với năm 2017); xét xử sơ thẩm 23 vụ/304 bị cáo (gấp gần 5 lần số vụ so với năm 2017).
Theo báo cáo của Ban Chỉ đạo Trung ương về phòng chống tham nhũng, tại phiên họp thứ 16 ngày 26 tháng 7 năm 2019, trong giai đoạn nửa đầu 2019, cấp ủy, ủy ban kiểm tra các cấp đã thi hành kỷ luật đối với 123 tổ chức đảng và 7.923 đảng viên vi phạm; trong đó có 256 đảng viên bị kỷ luật do có hành vi tham nhũng, cố ý làm trái (tăng 21 trường hợp so với cùng kỳ năm 2018). Bộ Chính trị, Ban Bí thư, Ủy ban Kiểm tra Trung ương đã kỷ luật đối với 1 tổ chức đảng, 13 đảng viên thuộc diện Bộ Chính trị, Ban Bí thư quản lý, cả đương chức và đã nghỉ hưu. Tính từ đầu nhiệm kỳ đến giữa năm 2019, trên 70 cán bộ, đảng viên thuộc diện Bộ Chính trị, Ban Bí thư quản lý đã bị thi hành kỷ luật Đảng và xử lý hình sự. Đã kết thúc xác minh, giải quyết 24 vụ việc; mở rộng điều tra, khởi tố mới 5 vụ án, phục hồi điều tra 4 vụ án, khởi tố thêm 26 bị can; kết thúc điều tra 3 vụ án/19 bị can, ban hành cáo trạng truy tố 6 vụ án/27 bị can; xét xử sơ thẩm 9 vụ án/21 bị cáo, xét xử phúc thẩm 10 vụ án/149 bị cáo.
Một số vụ án tiêu biểu:
- Vụ án “Lạm dụng chức vụ, quyền hạn chiếm đoạt tài sản” xảy ra tại Vinashin: Tổng thiệt hại 910,2 tỷ VND; 8 bị cáo bị tuyên các mức án từ 3 năm đến 20 năm tù giam; 2 bị cáo Giang Kim Đạt và Trần Văn Liêm bị tuyên án tử hình.[11]
- Vụ án "Tham ô tài sản", "Cố ý làm trái quy định của Nhà nước về quản lý kinh tế gây hậu quả nghiêm trọng" xảy ra tại Tổng công ty Hàng hải Việt Nam (Vinalines): Gây thất thoát hàng nghìn tỷ cho Ngân sách Nhà nước, tuyên án Tử hình cho các bị cáo Dương Chí Dũng (nguyên Cục trưởng Cục Hàng hải Việt Nam, nguyên Chủ tịch HĐQT Vinalines), Mai Văn Phúc (nguyên Tổng Giám đốc Vinalines); các bị cáo khác nhận các mức án từ 4 – 22 năm tù[12]

- Vụ Đinh La Thăng, Trịnh Xuân Thanh và đồng phạm xảy ra tại Tập đoàn Dầu khí Việt Nam (PVN). Riêng bị cáo Đinh La Thăng, cựu Ủy viên Bộ Chính trị có liên quan tới 4 vụ án đều diễn ra tại PVN và các công ty con, các dự án thuộc PVN gây thất thoát gần 2.000 tỷ VND.[13] Tổng hình phạt cho các bị cáo lần lượt là Đinh La Thăng (30 năm tù giam), Trịnh Xuân Thanh (tù chung thân), các bị cáo khác nhận mức án từ 36 tháng tù treo đến 6 năm 6 tháng tù giam[14]

- Vụ án "Sử dụng mạng internet thực hiện hành vi chiếm đoạt tài sản, tổ chức đánh bạc, đánh bạc... ” xảy ra tại Phú Thọ và một số địa phương và xét xử nhiều quan chức cấp cao bộ công an như Nguyễn Thanh Hóa, Phan Văn Vĩnh. Nguyễn Thanh Hóa bị tuyên phạt 10 năm tù, Phan Văn Vĩnh bị tuyên phạt 9 năm tù[15]
- Vụ án "Lạm dụng chức vụ, quyền hạn chiếm đoạt tài sản, cố ý làm trái quy định của Nhà nước về quản lý kinh tế gây hậu quả nghiêm trọng, thiếu trách nhiệm gây hậu quả nghiêm trọng” xảy ra tại Ngân hàng thương mại cổ phần Đông Á, TP Hồ Chí Minh (DAB); khởi tố Trần Phương Bình (nguyên Tổng Giám đốc DAB), Phan Văn Anh Vũ (tức Vũ "nhôm") và các đồng phạm. Tuyên án Trần Phương Bình chung thân (tổng hình phạt), Nguyễn Thị Kim Xuyến – nguyên phó Tổng giám đốc DAB, 30 năm tù (tổng hình phạt)[16]. Riêng Phan Văn Anh Vũ còn bị khởi tố thêm các tội danh "Cố ý làm lộ bí mật Nhà nước", "Lợi dụng chức vụ quyền hạn trong khi thi hành công vụ", "Vi phạm quy định về quản lý, sử dụng tài sản Nhà nước gây thất thoát lãng phí" và "Vi phạm các quy định về quản lý đất đai", tổng hình phạt là 65 năm tù (nhưng chịu 30 năm tù theo Luật Hình sự)[17]
- Vụ án "Vi phạm quy định về quản lý vốn đầu tư công gây hậu quả nghiêm trọng", "Đưa và nhận hối lộ" xảy ra tại Tổng Công ty Viễn thông Mobifone liên quan đến 2 Bộ trưởng Bộ Thông tin và Truyền thông Nguyễn Bắc Son và Trương Minh Tuấn. Tuyên án Nguyễn Bắc Son chung thân, Trương Minh Tuấn 14 năm tù, các bị cáo khác nhận mức án từ 3 – 7 năm tù[18]
- Khởi tố điều tra vụ án xảy ra tại dự án cải tạo và mở rộng sản xuất giai đoạn 2 – Công ty Gang thép Thái Nguyên và kỷ luật cảnh cáo Ủy viên Bộ Chính trị, Bí thư thành ủy Hà Nội Hoàng Trung Hải.
- Vụ khởi tố, kỷ luật và khai trừ Đảng đối với Đô đốc Nguyễn Văn Hiến – cựu tư lệnh Quân chủng Hải quân, nguyên Thứ trưởng Bộ Quốc phòng, đã vi phạm các quy định pháp luật liên quan đến 10 khu đất quốc phòng. Tuyên án Nguyễn Văn Hiến 3 năm 6 tháng tù, Đinh Ngọc Hệ (Út Trọc) 30 năm tù (tổng hình phạt), các bị cáo khác nhận mức án từ 4 – 14 năm tù[19]
- Vụ cổ phần hóa, thoái vốn tại các cảng Quy Nhơn, Quảng Ninh và kỷ luật Cảnh cáo nguyên Phó Thủ tướng Vũ Văn Ninh.
- Kỷ luật Cảnh cáo Ủy viên Bộ Chính trị, Bí thư Trung ương Đảng, Trưởng Ban Kinh tế Trung ương Nguyễn Văn Bình về những vi phạm, khuyết điểm khi còn làm Thống đốc Ngân hàng Nhà nước Việt Nam.
- Vụ khởi tố Chủ tịch UBND Thành phố Hà Nội Nguyễn Đức Chung về các vụ án "chiếm đoạt tài liệu bí mật Nhà nước" xảy ra tại cơ quan đơn vị thuộc UBND Thành phố Hà Nội, hai vụ án "lợi dụng chức vụ quyền hạn khi thi hành công vụ" xảy ra tại UBND Thành phố Hà Nội và các đơn vị liên quan.
- Kỷ luật Khiển trách Triệu Tài Vinh, Ủy viên Trung ương Đảng, Phó Trưởng Ban Kinh tế Trung ương, nguyên Bí thư Tỉnh ủy Hà Giang về những vi phạm, khuyết điểm nghiêm trọng trong Kỳ thi trung học phổ thông quốc gia năm 2018 tại tỉnh Hà Giang.
- Vụ khởi tố, bắt tạm giam và khai trừ Đảng đối với Tất Thành Cang, nguyên Phó Bí thư thường trực Thành ủy Thành phố Hồ Chí Minh, về tội "vi phạm quy định về quản lý, sử dụng tài sản nhà nước gây thất thoát lãng phí”. Tuyên án Tất Thành Cang 8 năm 6 tháng tù, các bị cáo khác nhận mức án từ 3 năm tù treo đến 19 năm tù[20]
- Vụ khởi tố, bắt tạm giam và khai trừ Đảng đối với Nguyễn Thanh Long (nguyên Bộ trưởng Bộ Y tế) về tội "Lợi dụng chức vụ quyền hạn trong khi thi hành công vụ"; khởi tố, bắt tạm giam và khai trừ Đảng đối với Chu Ngọc Anh (nguyên Chủ tịch UBND thành phố Hà Nội, nguyên Bộ trưởng Bộ Khoa học và Công nghệ), Phạm Công Tạc (nguyên Thứ trưởng Bộ Khoa học và Công nghệ) cùng về tội "Vi phạm quy định về quản lý, sử dụng tài sản Nhà nước gây thất thoát, lãng phí" liên quan đến Công ty cổ phần công nghệ Việt Á (Vụ án sai phạm tại Công ty cổ phần Công nghệ Việt Á).
- Vụ chuyến bay "giải cứu" công dân trở về nước do đại dịch COVID-19 đã khiến cho 2 Phó Thủ tướng là Phạm Bình Minh và Vũ Đức Đam từ chức vào ngày 6 tháng 1 năm 2023 và Chủ tịch nước Nguyễn Xuân Phúc từ chức chưa đầy 2 tuần sau đó vào ngày 18 tháng 1 năm 2023.
- Vụ sai phạm tại Tập đoàn Phúc Sơn đã khiến cho Chủ tịch nước Võ Văn Thưởng từ chức vào ngày 21 tháng 3 năm 2024.
- Vụ sai phạm tại Tập đoàn Thuận An đã khiến cho Chủ tịch Quốc hội Vương Đình Huệ từ chức vào ngày 26 tháng 4 năm 2024.
- Vụ án Vạn Thịnh Phát của bà Trương Mỹ Lan đã khiến cho cựu Bí thư Thành ủy Thành phố Hồ Chí Minh Lê Thanh Hải bị kỷ luật cách tất cả chức vụ trong Đảng.

## Danh sách Ủy viên Bộ Chính trị bị kỷ luật, thôi chức, khởi tố do chiến dịch đốt lò
| Thứ tự | Tên              | Chức vụ                                                                               | Thời gian | Hình thức kỷ luật                                 | Xử lý kỷ luật   |
| ------ | ---------------- | ------------------------------------------------------------------------------------- | --------- | ------------------------------------------------- | --------------- |
| 1      | Đinh La Thăng    | Ủy viên Bộ Chính trị Khóa XII, Bí thư Thành ủy Thành phố Hồ Chí Minh                  | 12/2017   | Khai trừ Đảng                                     | Truy tố         |
| 2      | Hoàng Trung Hải  | Ủy viên Bộ Chính trị Khóa XII, Bí thư Thành ủy Thành phố Hà Nội                       | 01/2020   | Cảnh cáo                                          | Chuyển công tác |
| 3      | Lê Thanh Hải     | Ủy viên Bộ Chính trị Khóa XI, Bí thư Thành ủy Thành phố Hồ Chí Minh                   | 03/2020   | Cách tất cả chức vụ trong Đảng                    |                 |
| 4      | Nguyễn Văn Bình  | Ủy viên Bộ Chính trị Khóa XII, Trưởng Ban Kinh tế Trung ương                          | 11/2020   | Cảnh cáo                                          |                 |
| 5      | Phạm Bình Minh   | Ủy viên Bộ Chính trị Khóa XIII, Phó Thủ tướng Thường trực Chính phủ                   | 12/2022   | Thôi chức                                         |                 |
| 6      | Nguyễn Xuân Phúc | Ủy viên Bộ Chính trị Khóa XIII, Chủ tịch nước CHXHCN Việt Nam                         | 1/2023    | Thôi chức Cảnh cáo Cách tất cả chức vụ trong Đảng |                 |
| 7      | Trần Tuấn Anh    | Ủy viên Bộ Chính trị Khóa XIII, Trưởng Ban Kinh tế Trung ương                         | 1/2024    | Thôi chức                                         |                 |
| 8      | Võ Văn Thưởng    | Ủy viên Bộ Chính trị Khóa XIII, Chủ tịch nước CHXHCN Việt Nam                         | 3/2024    | Thôi chức Cách tất cả chức vụ trong Đảng          |                 |
| 9      | Vương Đình Huệ   | Ủy viên Bộ Chính trị Khóa XIII, Chủ tịch Quốc hội CHXHCN Việt Nam                     | 4/2024    | Thôi chức Cảnh cáo Cách tất cả chức vụ trong Đảng |                 |
| 10     | Trương Thị Mai   | Uỷ viên Bộ Chính trị Khoá XIII, Thường trực Ban Bí thư, Trưởng ban Tổ chức Trung Ương | 5/2024    | Thôi chức Khiển trách (12/2024)                   |                 |
| 11     | Đinh Tiến Dũng   | Uỷ viên Bộ Chính trị Khoá XIII, Bí thư Thành ủy Hà Nội                                | 6/2024    | Thôi chức                                         |                 |
| 12     | Trương Hòa Bình  | Uỷ viên Bộ Chính trị Khoá XII, Phó Thủ tướng Thường trực Chính phủ 2016-2021          | 12/2024   | Cảnh cáo Cách tất cả chức vụ trong Đảng           |                 |

## Danh sách Ủy viên Ban Chấp hành Trung ương bị Truy tố
| Thứ tự | Tên                | Chức vụ | Thời gian | Lý do                                                    |
| ------ | ------------------ | --- | --------- | -------------------------------------------------------- |
| 1      | Đinh La Thăng      | Ủy viên Trung ương Đảng Khóa X-XII, Ủy viên Bộ Chính trị khóa XII, Nguyên Bí thư Thành ủy TP Hồ Chí Minh Phó Trưởng Ban Kinh tế Trung ương | 12/2017   | Sai phạm diễn ra tại Tập đoàn Dầu khí Việt Nam PVN       |
| 2      | Trần Văn Minh      | Ủy viên Trung ương Đảng Khóa XI, Nguyên Phó Trưởng Ban Tổ chức Trung ương Nguyên Chủ tịch UBND Thành phố Đà Nẵng                           | 04/2018   | Sai phạm trong vụ án Phan Văn Anh Vũ                     |
| 3      | Nguyễn Bắc Son     | Ủy viên Trung ương Đảng Khóa X, XI, Bộ trưởng Bộ Thông tin – Truyền thông                                                                  | 02/2019   | Sai phạm trong vụ án AVG                                 |
| 4      | Trương Minh Tuấn   | Ủy viên Trung ương Đảng Khóa XII, Phó Trưởng Ban Tuyên giáo Trung ương Nguyên Bộ trưởng Bộ Thông tin Truyền thông                          | 02/2019   | Sai phạm trong vụ án AVG                                 |
| 5      | Nguyễn Văn Hiến    | Ủy viên Trung ương Đảng khóa X, XI, Nguyên Thứ trưởng Bộ Quốc phòng, Nguyên Tư lệnh Quân chủng Hải Quân                                    | 10/2019   | Sai phạm trong vụ án Đinh Ngọc Hệ, tức "Út Trọc"         |
| 6      | Vũ Huy Hoàng       | Ủy viên Trung ương Đảng Khóa X, XI Nguyên Bộ trưởng Bộ Công thương                                                                         | 07/2020   | Sai phạm trong vụ án mua bán đất vài Sabeco              |
| 7      | Nguyễn Đức Chung   | Ủy viên Trung ương Đảng Khóa XII, Phó Bí thư Thành ủy, Chủ tịch UBND Thành phố Hà Nội                                                      | 08/2020   | Sai phạm trong vụ án Nhật Cường Mobile và các vụ án khác |
| 8      | Tất Thành Cang     | Ủy viên Trung ương Đảng Khóa XII, Nguyên Phó Bí thư Thường trực Thành ủy Thành phố Hồ Chí Minh                                             | 12/2020   | Sai phạm trong vụ án chuyển nhượng Sabeco                |
| 9      | Trần Văn Nam       | Ủy viên Trung ương Đảng Khóa XII, XIII, Bí thư Tỉnh ủy, Chủ tịch HĐND tỉnh Bình Dương                                                      | 07/2021   | Sai phạm trong vụ án Tổng công ty 3/2                    |
| 10     | Chu Ngọc Anh       | Ủy viên Trung ương Đảng Khóa XII, XIII, Phó Bí thư Thành ủy, Chủ tịch UBND Thành phố Hà Nội Nguyên Bộ trưởng Bộ Khoa học Công nghệ         | 06/2022   | Sai phạm trong vụ án Việt Á                              |
| 11     | Nguyễn Thanh Long  | Ủy viên Trung ương Đảng Khóa XIII, Bộ trưởng Bộ Y Tế                                                                                       | 06/2022   | Sai phạm trong vụ án Việt Á                              |
| 12     | Phạm Xuân Thăng    | Ủy viên Trung ương Đảng Khóa XIII, Bí thư Tỉnh ủy, Chủ tịch HĐND tỉnh Hải Dương                                                            | 09/2022   | Sai phạm trong vụ án Việt Á                              |
| 13     | Trần Đình Thành    | Ủy viên Trung ương Đảng Khóa X, XI, Nguyên Bí thư Tỉnh ủy, Nguyên Chủ tịch HĐND tỉnh Đồng Nai                                              | 10/2022   | Sai phạm trong vụ án AIC                                 |
| 14     | Nguyễn Văn Vịnh    | Ủy viên Trung ương Đảng Khóa XII, Nguyên Bí thư Tỉnh ủy, Nguyên Chủ tịch HĐND tỉnh Lào Cai                                                 | 05/2023   | Sai phạm trong vụ án khai thác Quặng chui                |
| 15     | Lê Đức Thọ         | Ủy viên Trung ương Đảng Khóa XIII, Bí thư Tỉnh ủy Bến Tre                                                                                  | 12/2023   | Sai phạm trong vụ án Xuyên Việt Oil                      |
| 16     | Trịnh Văn Chiến    | Ủy viên Trung ương Đảng Khóa XII, Nguyên Bí thư Tỉnh ủy, Nguyên Chủ tịch HĐND tỉnh Thanh Hóa                                               | 12/2023   | Sai phạm trong vụ án Hạc Thành Tower                     |
| 17     | Trần Đức Quận      | Ủy viên Trung ương Đảng Khóa XIII, Bí thư Tỉnh ủy, Chủ tịch HĐND tỉnh Lâm Đồng                                                             | 01/2024   | Sai phạm trong vụ án xảy ra tại dự án Sài Gòn – Đại Ninh |
| 18     | Nguyễn Nhân Chiến  | Ủy viên Trung ương Đảng Khóa XII, Bí thư Tỉnh ủy Bắc Ninh                                                                                  | 01/2024   | Sai phạm trong vụ án AIC                                 |
| 19     | Hoàng Thị Thúy Lan | Ủy viên Trung ương Đảng Khóa XII, XIII, Bí thư Tỉnh ủy, Chủ tịch HĐND tỉnh Vĩnh Phúc                                                       | 03/2024   | Sai phạm trong vụ án xảy ra tại tập đoàn Phúc Sơn        |
| 20     | Lê Viết Chữ        | Ủy viên Trung ương Đảng Khóa XII, Nguyên Bí thư Tỉnh ủy, Nguyên Chủ tịch HĐND tỉnh Quảng Ngãi                                              | 03/2024   | Sai phạm trong vụ án xảy ra tại tập đoàn Phúc Sơn        |
| 21     | Dương Văn Thái     | Ủy viên Trung ương Đảng khóa XIII, Bí thư Tỉnh ủy Bắc Giang                                                                                | 05/2024   | Sai phạm trong vụ án xảy ra tại tập đoàn Thuận An        |
| 22     | Mai Tiến Dũng      | Ủy viên Trung ương Đảng khóa XI, XII, Bộ trưởng Chủ nhiệm Văn phòng Chính phủ                                                              | 05/2024   | Sai phạm trong vụ án xảy ra tại dự án Sài Gòn – Đại Ninh |

## Nhận xét
- Trần Quốc Cường, Ủy viên Trung ương Đảng, Phó Trưởng ban Ban Nội chính Trung ương đánh giá: "Từ khi thành lập Ban Chỉ đạo, nhất là trong nhiệm kỳ Đại hội XII của Đảng, công tác đấu tranh PCTN được lãnh đạo, chỉ đạo và thực hiện quyết liệt, kiên trì, đồng bộ, toàn diện, bài bản, đi vào chiều sâu, có bước tiến mạnh, đạt nhiều kết quả rất quan trọng, toàn diện, rõ rệt, tạo chuyển biến mạnh mẽ trong nhận thức và hành động của cả hệ thống chính trị và nhân dân, để lại dấu ấn tốt, lan tỏa mạnh mẽ trong toàn xã hội, được cán bộ, đảng viên và nhân dân đồng tình, hướng ứng, đánh giá cao, được các tổ chức quốc tế ghi nhận."[21]